# Голлансбург (Огайо)
Голлансбург (англ. Hollansburg) — селище (англ. village) в США, в окрузі Дарк штату Огайо. Населення — 243 особи (2020).

## Географія
Голлансбург розташований за координатами 39°59′55″ пн. ш. 84°47′35″ зх. д. / 39.99861° пн. ш. 84.79306° зх. д. (39.998493, -84.793009).  За даними Бюро перепису населення США в 2010 році селище мало площу 0,31 км², уся площа — суходіл.

## Демографія
Згідно з переписом 2010 року, у селищі мешкало 227 осіб у 98 домогосподарствах у складі 66 родин. Густота населення становила 725 осіб/км².  Було 117 помешкань (374/км²).
Расовий склад населення:
| - 93,8 % — білих - 0,4 % — вихідців з тихоокеанських островів - 0,4 % — чорних або афроамериканців - 1,8 % — осіб інших рас |

До двох чи більше рас належало 3,5 %. Частка іспаномовних становила 1,3 % від усіх жителів.
За віковим діапазоном населення розподілялося таким чином: 26,4 % — особи молодші 18 років, 57,3 % — особи у віці 18—64 років, 16,3 % — особи у віці 65 років та старші. Медіана віку мешканця становила 40,3 року. На 100 осіб жіночої статі у селищі припадало 116,2 чоловіків;  на 100 жінок у віці від 18 років та старших — 106,2 чоловіків також старших 18 років.
Середній дохід на одне домашнє господарство  становив 44 748 доларів США (медіана — 34 500), а середній дохід на одну сім'ю — 52 161 долар (медіана — 52 500). Медіана доходів становила 38 125 доларів для чоловіків та 42 083 долари для жінок. За межею бідності перебувало 14,9 % осіб, у тому числі 19,6 % дітей у віці до 18 років та 2,9 % осіб у віці 65 років та старших.
Цивільне працевлаштоване населення становило 130 осіб. Основні галузі зайнятості: освіта, охорона здоров'я та соціальна допомога — 29,2 %, виробництво — 17,7 %, будівництво — 17,7 %.